# APOEL FC
APOEL FC (grč. ΑΠΟΕΛ Ποδόσφαιρο; skraćenica od Αθλητικός Ποδοσφαιρικός Όμιλος Ελλήνων Λευκωσίας – Athlitikos Podosfairikos Omilos Ellinon Lefkosias – Atletski nogometni klub Grka iz Nikozije) je ciparski nogometni klub iz glavnoga grada Nikozije.
Oni su jedan od osnivača Ciparskog nogometnog saveza. APOEL je jedan od najpopularnijih nogometnih klubova na Cipru i oni su najuspješniji klub s osvojenih 29 prvenstava, 21 kupom i 14 superkupova. Prva su momčad na Cipru koja je uspjela osvojiti 20 naslova prvaka. 
APOEL je u europskim natjecanjima značajnije rezultate ostvario plasmanom u skupine Lige prvaka u dva navrata: u sezoni 2009./10. (u skupini s Chelseaom, Portom i madridskim Atléticom) i 2011./12. (Porto, Šahtar Donjeck i Zenit). APOEL FC je dio APOEL multisport kluba koji je osnovana 1926. godine i ima odjele za nekoliko sportova uključujući nogomet, košarku, odbojku, stolni tenis i biciklizam.

## Uspjesi u domaćim natjecanjima
- Ciparsko prvenstvo

Pobjednik (29): 1936., 1937., 1938., 1939., 1940., 1947., 1948., 1949., 1952., 1965., 1973., 1980., 1986., 1990., 1992., 1996., 2002., 2004., 2007., 2009., 2011., 2013., 2014., 2015., 2016., 2017., 2018., 2019., 2024.
- Ciparski nogometni kup

Pobjednik (21): 1937., 1941., 1947., 1951., 1963., 1968., 1969., 1973., 1976., 1978., 1979., 1984., 1993., 1995., 1996., 1997., 1999., 2006., 2008., 2014., 2015.
- Ciparski nogometni superkup

Pobjednik (14): 1963., 1984., 1986., 1992., 1993., 1996., 1997., 2002., 2004., 2008., 2009., 2011., 2013., 2019.

## Uspjesi u europskim natjecanjima
| Natjecanje                 | Utakmica | Pob. | Remi | Por. | Gol-razlika |
| -------------------------- | -------- | ---- | ---- | ---- | ----------- |
| UEFA Liga prvaka           | 94       | 29   | 25   | 40   | 99 : 122    |
| Kup UEFA/Europska liga     | 80       | 30   | 17   | 33   | 103 : 110   |
| UEFA Kup pobjednika kupova | 30       | 6    | 6    | 18   | 27 : 78     |
| UKUPNO                     | 195      | 61   | 47   | 87   | 220 : 300   |

prema stanju od 3. srpnja 2023.

## Vanjske poveznice
- APOEL FC - službene stranice